# 基辛齊
49°59′48″N 29°57′32″E / 49.99667°N 29.95889°E
基什欽齊（烏克蘭語：Кищинці）是位於烏克蘭北部的村莊，由基辅州白采爾克瓦區的科瓦利夫卡市鎮負責管轄。該村始建於1524年，面積2.06平方公里，海拔高度193米，2001年人口336，人口密度每平方公里163.1人。